# アル・アイアキンタ
￼アル・アイアキンタ（Al Iaquinta、1987年4月30日 - ）は、アメリカ合衆国の男性総合格闘家。ニューヨーク州バレー・ストリーム出身。元ROCライト級王者。

## 来歴
高校時代、ナッソー・コミュニティ・カレッジ時代はレスリング部に所属。在学中に友人の影響でムエタイとブラジリアン柔術を始め、2009年にプロ総合格闘技デビュー。2011年にはROCライト級王座を獲得した。

### The Ultimate Fighter
2012年3月、リアリティ番組「The Ultimate Fighter」のシーズン15に参加。ユライア・フェイバー率いるチーム・フェイバーに所属。ライト級トーナメント1回戦でマイルズ・ジュリーと対戦し、2-1の判定勝ち。2回戦でアンディ・オーグルと対戦し、右フックでTKO勝ち。準決勝でヴィンス・ピチェルと対戦し、3-0の判定勝ちを収め決勝進出を果たした。
2012年6月1日、The Ultimate Fighter 15 Finaleのライト級トーナメント決勝でマイケル・キエーザと対戦し、リアネイキドチョークでテクニカル一本負けを喫し優勝を逃した。

### UFC
2013年8月31日、UFC初出場となったUFC 164でライアン・クートゥアと対戦し、3-0の判定勝ちを収めた。
2014年2月1日、UFC 169でケビン・リーと対戦し、3-0の判定勝ち。
2015年4月4日、UFC Fight Night: Mendes vs. Lamasでライト級ランキング14位のホルヘ・マスヴィダルと対戦し、2-1の判定勝ち。物議を醸す判定だったため会場からブーイングが起こり、アイアキンタはインタビューの途中でブーイングに怒って帰ってしまった。
2017年4月22日、約2年ぶりの復帰戦となったUFC Fight Night: Swanson vs. Lobovでディエゴ・サンチェスと対戦し、右フックでダウンを奪い、スタンドに戻ったサンチェスにすかさず右ストレートで1RKO勝ち。
2018年4月7日、UFC 223のUFC世界ライト級王座決定戦で、ライト級ランキング2位のハビブ・ヌルマゴメドフと対戦し、健闘するも0-3の5R判定負けを喫した。アイアキンタは当初は同大会でポール・フェルダーと対戦予定であったが、ヌルマゴメドフの対戦相手であったトニー・ファーガソンが膝の怪我で欠場し、ファーガソンの代役として4月1日にマックス・ホロウェイの出場が発表されたが、そのホロウェイも前日計量の直前に医師から医学的に不適格と判断され欠場したため、急遽アイアキンタがヌルマゴメドフと対戦することとなった。しかし、アイアキンタはフェルダーと対戦する予定でライト級のノンタイトル戦のリミット体重である156ポンド以下の155.2ポンドで計量を無事パスしていたが、ヌルマゴメドフと対戦することが決まったのが全選手の計量が終わり、計量時間が終了して全てが撤収した後であったため、再計量を受けることができなくなり結果的にライト級のタイトルマッチのリミット体重である155ポンドから0.2ポンドの体重超過となってしまい、王座を獲得する権利を失っていた。
2018年12月15日、UFC on FOX 31でライト級ランキング4位のケビン・リーと再戦し、3-0の5R判定勝ち。パフォーマンス・オブ・ザ・ナイトを受賞した。
2019年5月4日、UFC Fight Night: Iaquinta vs. Cowboyでライト級ランキング8位のドナルド・セラーニと対戦し、0-3の5R判定負け。敗れはしたものの、ファイト・オブ・ザ・ナイトを受賞した。
2019年10月6日、UFC 243でライト級ランキング15位のダン・フッカーと対戦し、0-3の判定負け。
2021年11月6日、2年1カ月ぶりの復帰戦となったUFC 268でボビー・グリーンと対戦し、1Rに右ストレートでダウンを奪われパウンドで自身初となるTKO負け。3連敗となった。11月18日、自身のポッドキャストで総合格闘技からの引退を示唆したが、2022年2月のインタビューで引退を迷っておりまだ引退はしていないと語っている。

## 人物・エピソード
- UFC 205でUFCと契約で揉めて試合を欠場したことをきっかけに不動産業の勉強を始めて免許を取得し、それ以降は格闘技と並行して不動産業を営んでいる。

## 戦績
| 総合格闘技 戦績 | 総合格闘技 戦績 | 総合格闘技 戦績 | 総合格闘技 戦績 | 総合格闘技 戦績 | 総合格闘技 戦績 | 総合格闘技 戦績 |
| --------------- | --------------- | --------------- | --------------- | --------------- | --------------- | --------------- |
| 22 試合         | (T)KO           | 一本            | 判定            | その他          | 引き分け        | 無効試合        |
| 14 勝           | 7               | 1               | 6               | 0               | 1               | 0               |
| 7 敗            | 1               | 3               | 3               | 0               | 1               | 0               |

| 勝敗 | 対戦相手                 | 試合結果                             | 大会名                                                       | 開催年月日     |
| ×    | ボビー・グリーン         | 1R 2:25 TKO（右ストレート→パウンド） | UFC 268: Usman vs. Covington 2                               | 2021年11月6日  |
| ×    | ダン・フッカー           | 5分3R終了 判定0-3                    | UFC 243: Whittaker vs. Adesanya                              | 2019年10月6日  |
| ×    | ドナルド・セラーニ       | 5分5R終了 判定0-3                    | UFC Fight Night: Iaquinta vs. Cowboy                         | 2019年5月4日   |
| ○    | ケビン・リー             | 5分5R終了 判定3-0                    | UFC on FOX 31: Lee vs. Iaquinta 2                            | 2018年12月15日 |
| ×    | ハビブ・ヌルマゴメドフ   | 5分5R終了 判定0-3                    | UFC 223: Khabib vs. Iaquinta 【UFC世界ライト級王座決定戦】   | 2018年4月7日   |
| ○    | ディエゴ・サンチェス     | 1R 1:38 KO（右ストレート→パウンド）  | UFC Fight Night: Swanson vs. Lobov                           | 2017年4月22日  |
| ○    | ホルヘ・マスヴィダル     | 5分3R終了 判定2-1                    | UFC Fight Night: Mendes vs. Lamas                            | 2015年4月4日   |
| ○    | ジョー・ローゾン         | 2R 3:34 TKO（スタンドパンチ連打）    | UFC 183: Silva vs. Diaz                                      | 2015年1月31日  |
| ○    | ロス・ピアソン           | 2R 1:39 TKO（スタンドパンチ連打）    | UFC Fight Night: Rockhold vs. Bisping                        | 2014年11月8日  |
| ○    | ホドリゴ・ダム           | 3R 2:41 TKO（肘打ち）                | UFC Fight Night: Jacare vs. Mousasi                          | 2014年9月5日   |
| ×    | ミッチ・クラーク         | 2R 0:57 ダースチョーク               | UFC 173: Barao vs. Dillashaw                                 | 2014年5月24日  |
| ○    | ケビン・リー             | 5分3R終了 判定3-0                    | UFC 169: Barao vs. Faber                                     | 2014年2月1日   |
| ○    | ピオトル・ホールマン     | 5分3R終了 判定3-0                    | UFC Fight Night: Machida vs. Munoz                           | 2013年10月26日 |
| ○    | ライアン・クートゥア     | 5分3R終了 判定3-0                    | UFC 164: Henderson vs. Pettis                                | 2013年8月31日  |
| ×    | マイケル・キエーザ       | 1R 2:47 リアネイキドチョーク         | The Ultimate Fighter 15 Finale 【ライト級トーナメント 決勝】 | 2012年6月1日   |
| ×    | パット・オーディンウッド | 1R 2:06 腕ひしぎ十字固め             | Ring of Combat 38 【ROCライト級タイトルマッチ】              | 2011年11月18日 |
| ○    | ガブリエル・ミグリオリ   | 1R 0:26 TKO（パンチ連打）            | Ring of Combat 37 【ROCライト級王座決定戦】                  | 2011年9月9日   |
| ○    | ガブリエル・ミグリオリ   | 4分3R終了 判定2-1                    | Ring of Combat 36                                            | 2011年6月17日  |
| ○    | ジョシュア・キー         | 1R 1:47 TKO（パンチ連打）            | Ring of Combat 27                                            | 2009年11月20日 |
| ○    | ティム・シルベスター     | 1R 0:15 KO（パンチ）                 | Ring of Combat 25                                            | 2009年6月12日  |
| △    | ウィル・マルティネス     | 4分3R終了 判定0-0                    | Ring of Combat 24                                            | 2009年4月17日  |
| ○    | マーヴィン・ロドリゲス   | 1R 1:15 アナコンダチョーク           | Ring of Combat 23                                            | 2009年2月20日  |

## 獲得タイトル
- 第6代ROCライト級王座（2011年）

## 表彰
- UFC パフォーマンス・オブ・ザ・ナイト（1回）
- UFC ファイト・オブ・ザ・ナイト（1回）